# Zingiber niveum
Zingiber niveum là một loài thực vật có hoa trong họ Gừng. Loài này được John Donald Mood và Ida Theilade mô tả khoa học đầu tiên năm 2002.

## Mẫu định danh
Mẫu định danh: Mood J.D. 1663; là cây trồng số NNTG 9564 tại Vườn Nhiệt đới Nong Nooch, tỉnh Chonburi, Thái Lan; từ nguyên mẫu thu mua tháng 6 năm 1995 từ một nhà sưu tập thực vật Lào, với cây thu thập từ cao độ khoảng 250 m, tọa độ khoảng 16°34′22″B 104°46′41″Đ / 16,57278°B 104,77806°Đ, miền đông tỉnh Savannakhet, Lào. Mẫu holotype lưu giữ tại Đại học Aarhus, Đan Mạch (AAU).

## Từ nguyên
Tính từ định danh niveum (giống đực: niveus, giống cái nivea) là tiếng Latinh, nghĩa là tuyết, trắng như tuyết; ở đây để nói tới các lá bắc chủ yếu là màu trắng của loài này.

## Phân bố
Loài này là bản địa miền nam Lào. Loài cây thảo thân rễ này mọc trên đất sét pha cát trong rừng khộp (Dipterocarpaceae) ở cao độ khoảng 150–250 m. Có thể có tại đông bắc Thái Lan, với mẫu Triboun P. 1406 thu thập tại tỉnh Mukdahan.

## Phân loại
Z. niveum thuộc tổ Zingiber.

## Mô tả
Lá màu xám ánh bạc. Cành hoa bông thóc màu trắng sữa, thuôn tròn, với các lá bắc màu trắng hoặc trắng hồng hay trắng xanh. Hoa màu vàng.

## Sử dụng
Loài này ở tình trạng nguy cấp do bị khai thác để bán sang Thái Lan. Cụm hoa non được dùng làm thực phẩm. Nó cũng được thu hoạch ở Lào để xuất khẩu sang Thái Lan làm cây cảnh. Loài này xuất hiện trong Khu bảo tồn quốc gia Dong Hua Sao (tỉnh Champasak). Nó cũng được trồng tại Vườn Thực vật Hoàng hậu Sirikit ở Thái Lan và tại Vườn Thực vật Hoàng gia tại Edinburgh. Nó cũng được bán làm cây cảnh tại Hoa Kỳ dưới tên gọi "Milky Way" (Ngân Hà).